# Гобер, Роберт
Роберт Гобер (англ. Robert Gober; род. 12 сентября 1954, Уоллингфорд, Коннектикут, США) — современный американский художник, скульптор.

## Биография
Гобер родился 12 сентября 1954 года в Уоллингфорде, штат Коннектикут. В 1974 году он окончил Школу искусств Тайлера в Риме, а в 1976 году получил степень бакалавра искусств в Мидлберийском колледже. Тогда же он переехал в Нью-Йорк и изначально зарабатывал на жизнь плотником, изготавливая подрамники для художников и ремонтируя чердаки. Он также работал помощником художницы Элизабет Мюррей в течение пяти лет.

## Творчество
Один из наиболее значимых американских художников своего поколения. Скульптурная практика Гобера представляет собой сплав сюрреализма, минимализма и концептуального искусства. Детство, память, потеря, сексуальность — это темы, которые Гобер изучает в своих работах с 1980-х гг. Художник привлек к себе внимание в 1980-х годах, создав серию скульптур на основе форм повседневных предметов, таких как раковина, водосток и детский манеж. В Untitled (1984) сила образа связана с парадоксом нефункциональности объекта (раковины). Другой пример его «психологической мебели» — искаженный детский манеж X Playpen (1987). Объекты Гобера нефункциональные и часто отличаются по масштабу от оригиналов. Художник развил эти идеи дальше в скульптурах и инсталляциях, которые соединяют знакомое со странным. Untitled (1990) — реалистичная скульптура человеческой ноги, которая торчит из стены.

## Избранные персональные выставки
- 2008 — Robert Gober, Matthew Marks Gallery, New York
- 2007 — Robert Gober: Work 1976—2006, Schaulager, Basel, Switzerland
- 2007 — Robert Gober, Matthew Marks Gallery, New York
- 2005 — Robert Gober: The Meat Wagon, The Menil Collection, Houston
- 2005 — Robert Gober, Royal Hibernian Academy, Gallagher Gallery, Dublin
- 2005 — Robert Gober, Matthew Marks Gallery, New York
- 2003 — Robert Gober Displacements, Astrup Fearnley Museet for Moderne Kunst, Oslo (catalogue)
- 2001 — Robert Gober, U.S. Pavilion, 49th Venice Biennale, Venice (catalogue)
- 2001 — Untitled exhibition of eight drawings, Museum für Gegenwartskunst, Basel
- 2000 — Robert Gober New Lithographs, Gemini G.E.L. at Joni Moisant Weyl, New York
- 1999 — Robert Gober: Sculpture + Drawing, Walker Art Center, Minneapolis; traveled to Rooseum, Malmö; Hirshhorn Museum and Sculpture Garden, Smithsonian Institution, Washington, DC; San Francisco Museum of Modern Art, San Francisco (catalogue)
- 1998 — The Aldrich Museum of Contemporary Art, Ridgefield, CT (catalogue)
- 1997 — Paula Cooper Gallery, New York
- 1997 — The Geffen Contemporary, Museum of Contemporary Art, Los Angeles (catalogue)
- 1996 — Galerie Max Hetzler, Berlin
- 1995 — Galerija Dante Marino Cettina, Umag (catalogue)
- 1995 — Robert Gober, Museum für Gegenwartskunst, Basel (catalogue)
- 1994 — Paula Cooper Gallery, New York
- 1994 — Robert Gober Dessins, Galerie Samia Saouma, Paris
- 1993 — Serpentine Gallery, London; traveled to Tate Gallery, Liverpool (catalogue)
- 1992 — Dia Center for the Arts, New York (catalogue)
- 1991 — Galerie nationale du Jeu de Paume, Paris; traveled to Museo Nacional Centro de Arte Reina Sofia, Madrid (catalogue)
- 1990 — Galleria Marga Paz, Madrid
- 1990 — Museum Boymans-van Beuningen, Rotterdam; traveled to Kunsthalle Bern, Bern (catalogue)
- 1989 — Paula Cooper Gallery, New York
- 1988 — Tyler Gallery, Tyler School of Art, Temple University, Philadelphia (catalogue)
- 1988 — Robert Gober, The Art Institute of Chicago, Chicago
- 1988 — Galerie Max Hetzler, Köln
- 1988 — Galerie Gisela Capitain, Köln
- 1987 — Galerie Jean Bernier, Athens
- 1987 — Paula Cooper Gallery, New York
- 1986 — Daniel Weinberg Gallery, Los Angeles
- 1985 — Daniel Weinberg Gallery, Los Angeles
- 1985 — Paula Cooper Gallery, New York
- 1984 — Slides of a Changing Painting, Paula Cooper Gallery, New York